# 中央社会保険医療協議会
中央社会保険医療協議会（ちゅうおうしゃかいほけんいりょうきょうぎかい、Central Social Insurance Medical Council）とは、日本の健康保険制度や診療報酬の改定などについて審議する厚生労働省の諮問機関。通例、中医協（ちゅういきょう）。厚生労働省設置法（平成11年法律第97号）第6条第2項及び社会保険医療協議会法（昭和25年法律第47号）第1条第1項の規定により厚生労働省に設置される（国家行政組織法上の区分は「審議会等」）。
日本の保険診療および保険薬剤は、今日に至るまで公定価格制であり、厚生労働大臣に価格決定権がある（健康保険法第76条）。その価格改定の際は、厚生労働大臣は中医協に諮問しなければならない（同82条）。この中医協の答申に基づき、2年ごとの診療報酬の改定を実施している。
なお、各地方厚生局には、地方社会保険医療協議会が設置される（社会保険医療協議会法第1条第2項）。

## 所掌事務
以下、社会保険医療協議会法については、条数のみ記載する。
中央社会保険医療協議会は、次に掲げる事項について、厚生労働大臣の諮問に応じて審議し、及び文書をもって答申するほか、自ら厚生労働大臣に、文書をもって建議することができる（第2条第1項）。
1. 健康保険法（大正11年法律第70号）第76条第2項の規定による定め（療養の給付に要する費用の額）、同法第85条第2項の規定による基準（入院時食事療養費の額の勘案）、同法第86条第2項第1号の規定による定め（保険外併用療養費の額の勘案）及び船員保険法（昭和14年法律第73号）第58条第2項の規定による定めに関する事項（療養の給付に要する費用の額）
2. 健康保険法第88条第4項の規定による定めに関する事項（訪問看護療養費の額）
3. 健康保険法第63条第2項の規定による定め、同法第70条第1項及び第72条第1項の規定による厚生労働省令、同法第86条第1項第1号の規定による高度の医療を提供する病院若しくは診療所の要件を定める厚生労働省令、同法第92条第2項 の規定による基準（指定訪問看護の取扱いに関する部分に限る。）、船員保険法第28条ノ2第2項の規定による厚生労働省令、同法第29条ノ4第10項の規定による厚生労働省令、国民健康保険法（昭和33年法律第192号）第40条第2項の規定による厚生労働省令並びに同法第54条の2第10項の規定による厚生労働省令に関する事項

## 会議
中央社会保険医療協議会は、正当な理由がある場合を除いては、6月に1回以上開かれ、会長がこれを招集する（第6条、第7条1項）。また、会長は、厚生労働大臣の諮問があったとき、又は委員の半数以上が審議すべき事項を示して招集を請求したときは、その諮問又は請求の日から、2週間以内に、それぞれ、中央社会保険医療協議会を招集しなければならない（第7条2項）。

## 委員
中央社会保険医療協議会は、次に掲げる委員20人をもって組織される（第3条1項）。
1. 1号側：健康保険、船員保険及び国民健康保険の保険者並びに被保険者、事業主及び船舶所有者を代表する委員 － 7人
2. ２号側：医師、歯科医師及び薬剤師を代表する委員 － 7人
3. 公益委員：公益を代表する委員 －6 人

委員及び専門委員は、厚生労働大臣が非常勤の身分として任命する。委員の任期は2年で、1年ごとに、その半数が任命される（委員に欠員を生じたとき新たに任命された委員の任期は、前任者の残任期間となる）。

### 健康保険、船員保険および国民健康保険の保険者ならびに被保険者、事業主および船舶所有者を代表する委員（１号側：支払側委員）
支払側委員の任命に当たっては、医療に要する費用を支払う者の立場を適切に代表し得ると認められる者の意見に配慮して決定される。
2024年4月1日現在の専門委員は以下の通り。
- 鳥潟美夏子 - 全国健康保険協会理事
- 松本真人 - 健康保険組合連合会理事
- 佐保昌一 - 日本労働組合総連合会総合政策推進局長
- 高町晃司 - 日本労働組合総連合会「患者本位の医療を確立する連絡会」委員
- 奧田好秀 - 日本経済団体連合会 社会保障委員会 医療・介護改革部会部会長代理
- 鈴木順三 - 全日本海員組合組合長代行
- 末松則子 - 三重県鈴鹿市長

### 医師、歯科医師および薬剤師を代表する委員（２号側：診療側委員）
診療側委員の任命に当たっては、地域医療の担い手の立場を適切に代表し得ると認められる者の意見に配慮して決定される。
2007年2月まで診療側委員は8人体制であり（支払側も同様）、8人のうち歯科医師2人、薬剤師1人を除く医師5人はすべて日本医師会の推薦枠となっており、病院の声がほとんど反映されていないとの批判が強かった。2004年に発覚した中医協汚職事件をきっかけに委員の選任方法が見直され、委員の定数が歯科医師1人減の7人となり（支払側も同様）、医師5人のうち2人は病院団体の推薦枠になったが、3人分の日本医師会の推薦枠は残り、開業医優先の趨勢に変化はなかった。2008年5月には、当時の舛添要一厚労相が「中医協の診療報酬配分の決定には透明性がない」と発言し、国民から解離した中医協の在り方を見直す必要があることを指摘している。
そして、民主党への政権交代後の2009年の任期切れに伴う委員選任の際に、日医執行部の３人は再任されず、代わりに茨城県医師会の鈴木邦彦理事、京都府医師会の安達秀樹副会長、山形大学の嘉山孝正医学部長が選任され、日医の推薦枠はゼロとなった。長妻昭厚労相は、「従来は日医の役員の方が3人、病院団体の代表者が2人という構成だった。今回は医師会関係者から2人、病院関係者が3人となり、3対2から2対3の構成に変えた。われわれは地域医療の再生を重要課題、特に病院に対する手当てが緊急の課題だと考えているからだ」などと述べ、来年度の診療報酬改定で病院への配分を手厚くする意向を示した。
2023年11月8日現在の専門委員は以下の通り。
- 長島公之 - 日本医師会常任理事
- 茂松茂人 - 日本医師会副会長
- 江澤和彦 - 日本医師会常任理事
- 池端幸彦 -  日本慢性期医療協会副会長
- 太田圭洋 - 日本医療法人協会副会長
- 林正純 - 日本歯科医師会常務理事
- 森昌平 - 日本薬剤師会副会長

### 公益を代表する委員（公益委員）
公益委員の任命については、両議院の同意を得なければならない（第3条6項）。国会の閉会又は衆議院の解散のために両議院の同意を得ることができないときは、厚生労働大臣は、この規定にかかわらず委員を任命することができる（第3条7項）。その際には、任命後最初の国会で両議院の承認を得なければならない（第3条8項）。この場合に両議院の承認を得られないときは、厚生労働大臣は、直ちにその委員を罷免しなければならない（第3条8項）。 
また、公益委員は、会議の日程、議題等、中医協の運営に関する事項について協議を行い、支払側委員、診療側委員はその協議の結果を尊重することになっている。そして、診療報酬等に係る答申等を行う場合には、あらかじめ公益委員が診療報酬等の実施の状況について検証を行い、その結果を公表する取り決めとなっている。
ただし、2009年の政権交代に伴い中医協改革を進める民主党は、仙谷由人が、「公益委員というのは一体全体、医療や医療経営というのを分かっているのかと。診療報酬の付け方として、ことここまで来させて、国民から怨嗟の声が上がって、民間病院の首が全部絞まって公的病院は赤字だらけ。国って何なのかと、中医協という存在はそういうことは考えなくてよかったのかと。公益委員の役割は何だったのか」と述べるなど、公益委員の在り方を見直す姿勢をみせている。
2023年11月8日現在の専門委員は以下の通り。
- 飯塚敏晃 -  東京大学大学院経済学研究科教授
- 小塩隆士 - 一橋大学経済研究所教授
- 笠木映里 - 東京大学大学院法学政治学研究科教授
- 永瀬伸子 - お茶の水女子大学基幹研究院人間科学系教授
- 本田文子 - 一橋大学大学院経済学研究科教授
- 安川文朗 - 京都女子大学データサイエンス学部教授

厚生労働大臣は、公益を代表する委員が心身の故障のため職務の執行ができないと認める場合又は公益を代表する委員に職務上の義務違反その他委員たるに適しない非行があると認める場合においては、両議院の同意を得て、これを罷免することができる（第3条9項）。

### 会長
中央社会保健医療協議会には、公益を代表する委員のうちから委員の選挙した会長1人が置かれる（第5条）。 会長は、会務を総理し、それぞれ、中央協議会又は地方協議会を代表し、会長に事故があるときは、公益を代表する委員のうちから選挙された委員が、その職務を代行する取り決めとなっている（第5条）。
歴代会長
- 2008年4月 - 2011年3月  遠藤久夫（学習院大学教授）
- 2011年4月 - 2014年3月  森田朗（東京大学大学院教授）
- 2015年4月 - 2020年3月  田辺国昭 （東京大学大学院法学政治学研究科教授）
- 2020年4月 - 現在　小塩隆士（一橋大学経済研究所教授・元所長）

## 専門委員
厚生労働大臣は、それぞれ中央社会保険医療協議会において専門の事項を審議するため必要があると認めるときは、その都度、各10人以内の専門委員を置くことができる（第3条）。 専門委員は、当該専門の事項に関する審議が終了したときに解任される（第4条）。 
2023年11月8日現在の専門委員は以下の通り。
- 岡本章 -和歌山県九度山町長
- 木澤晃代 - 日本看護協会常任理事
- 上田克彦 - チーム医療推進協議会代表
- 田村文誉 - 日本歯科大学口腔リハビリテーション多摩クリニック口腔リハビリテーション科教授
- 藤原尚也 - 中外製薬株式会社参与渉外調査担当
- 石牟禮武志 - 塩野義製薬株式会社医薬開発本部渉外部長
- 荒川隆治 - アルフレッサホールディングス株式会社代表取締役社長
- 守田恭彦 - ニプロ株式会社執行役員
- 前田桂 - 日本メドトロニック株式会社クラニアル＆スパイナルテクノロジーズバイスプレジデント
- 青木幸生 - 丸木医科器機株式会社参与

## 歴史

### 設立経緯
日本の医療保険制度は、1927年の健康保険法施行に遡る。日本の診療報酬は今日まで中央政府が単一に統制しており（先進国で唯一）、当時は支払側と診療側との契約によって決定されていた。1943年には、現在の日本医師会（日医）、健康保険組合連合会、国民健康保険組合など、関係団体が話し合い厚生大臣が決定する仕組みに変わり、翌1944年に、学識経験者も含めた「社会保険診療報酬算定協議会」が設置された。そして、1950年に、保険診療の指導・監督を行う「社会保険診療協議会」と統合するかたちで、中央社会保険医療協議会（中医協）が誕生した。
しかし、診療報酬を決めるにあたって、明確な算定ルールが存在しなかったため、中医協委員に名を連ねる利害関係者が事実上の改定方針を決定し（とりわけ、開業医を中心とする日医が強い発言権を持っていた）、改定率は与党の厚生関係議員が水面下の協議で決めるという事態が長らく続いた。時には交渉が決裂し、1961年には日本医師会が主導する全国一斉休診や、保険医指定の辞退運動も起こっていた（全国保険医団体連合会#連絡会の成立）。

### 平成18年度法改正
ところが、2004年に中医協汚職事件が起こると、そうした中医協の在り方が見直されることになった。2006年の社会保険医療協議会法改正により、それまでの委員構成は、診療側８名、支払側８名、公益４名の20名体制であったのが、診療側7名、支払側7名、公益6名に変わり、日医の推薦枠が減らされ、病院代表の枠と公益委員が増員された。また、診療報酬改定の基本方針は社会保障審議会の医療部会と医療保険部会の両部会が決めることとなり、中医協は具体的な点数付けを行う組織となった。
とはいえ、依然として、中医協の性格は大きく変わることがなく、2008年5月には、当時の舛添要一厚労相が「中医協の診療報酬配分の決定には透明性がない」と発言し、国民から解離した中医協の在り方を見直す必要があることを指摘した。そして、2009年10月の委員改選で、日医の推薦枠がゼロとなり、茨城・京都の地方医師会の幹部と山形大学医学部長が選ばれ、新たな中医協改革がスタートした。